# Maxime Gingras (Freestyle-Skier)
Maxime Gingras (* 17. Dezember 1984 in Montreal) ist ein ehemaliger kanadischer Freestyle-Skier. Er war auf die Disziplinen Moguls und Dual Moguls (Buckelpiste) spezialisiert.

## Werdegang
Gingras nahm im Januar 2005 in Mont-Tremblant erstmals am Freestyle-Skiing-Weltcup teil, wobei er den 47. Platz im Moguls errang. In der Saison 2006/07 kam er im Weltcup viermal unter die ersten zehn. Dabei erreichte er mit dem dritten Platz im Moguls in Apex seine erste Podestplatzierung und zum Saisonende den 26. Platz im Gesamtweltcup sowie den 12. Rang im Moguls-Weltcup. Beim Saisonhöhepunkt, den Weltmeisterschaften 2007 in Madonna di Campiglio, wurde er im Moguls im Dual Moguls jeweils Achter. Nach den Plätzen vier und eins zu Beginn der Saison 2008/09 beim Nor-Am-Cup, errang er im Weltcup zwei Top-Zehn-Platzierungen, darunter Platz drei im Dual Moguls in Åre und zum Saisonende den 11. Platz im Moguls-Weltcup. Bei den Weltmeisterschaften 2009 in Inawashiro belegte er den 11. Platz im Dual Moguls und den fünften Rang im Moguls. In der Saison 2009/10 kam er im Weltcup fünfmal unter die ersten zehn. Dabei erreichte er in Åre die Plätze drei und zwei im Moguls und zum Saisonende mit dem 20. Platz im Gesamtweltcup sowie den sechsten Rang im Moguls-Weltcup seine besten Gesamtergebnisse. Bei den Olympischen Winterspielen 2010 in Vancouver wurde er Elfter im Moguls. Seinen 39. und damit letzten Weltcup absolvierte er im März 2010 in der Sierra Nevada, welchen er auf dem 31. Platz im Moguls beendete.

## Erfolge

### Olympische Spiele
- 2010 Vancouver: 11. Platz Moguls

### Weltmeisterschaften
- 2007 Madonna di Campiglio: 8. Platz Dual Moguls, 8. Platz Moguls
- 2009 Inawashiro: 5. Platz Moguls, 11. Platz Dual Moguls

### Weltcupwertungen
| Saison  | Gesamt | Gesamt | Moguls | Moguls |
| Saison  | Platz  | Punkte | Platz  | Punkte |
| ------- | ------ | ------ | ------ | ------ |
| 2005/06 | 132.   | 4      | 41.    | 43     |
| 2006/07 | 26.    | 23     | 12.    | 234    |
| 2007/08 | 122.   | 4      | 35.    | 45     |
| 2008/09 | 40.    | 21     | 11.    | 189    |
| 2009/10 | 20.    | 27     | 6.     | 272    |

### Weitere Erfolge
- 5 Podestplätze, davon 1 Sieg im Nor-Am-Cup